# Бруксвил (Мисисипи)
Бруксвил (енгл. Brooksville) град је у америчкој савезној држави Мисисипи.

## Демографија
По попису из 2010. године број становника је 1.223, што је 41 (3,5%) становника више него 2000. године.
| Група             | 2000.       | 2010.         |
| Белци             | 223 (18,9%) | 190 (15,5%)   |
| Афроамериканци    | 941 (79,6%) | 1.009 (82,5%) |
| Азијати           | 2 (0,2%)    | 1 (0,1%)      |
| Хиспаноамериканци | 13 (1,1%)   | 12 (1,0%)     |
| Укупно            | 1.182       | 1.223         |